# David Raynal
Pour les articles homonymes, voir Raynal.
David Raynal est un armateur et un homme politique français né le 27 février 1840 à Paris où il est mort le 28 janvier 1903.

## Biographie
Fils d'Isaac Napoléon Raynal et d'Esther-Sophie Rodrigues-Henriques, David Raynal s'occupe activement de commerce et d'industrie, est attaché au service du chemin de fer du Midi, et fonde en 1862 à Bordeaux la maison d'armateur Astruc et Raynal.  
Capitaine d'état-major pendant la guerre de 1870, conseiller général du 2e canton de Bordeaux de 1874 à 1880, il est élu député par la 1re circonscription de Bordeaux. Il prend place dans les rangs de la majorité opportuniste et s'inscrit au groupe de la gauche républicaine. Raynal vota contre l'amnistie plénière, contre la séparation de l'Église et de l'État et pour l'invalidation de l'élection de Blanqui[Lequel ?]. 
Il entre comme sous-secrétaire d'État au ministère des Travaux publics, dans le premier cabinet Jules Ferry le 28 septembre 1880, s'associe à tous les actes politiques de son chef, et est réélu député en 1881. Lors de la formation du ministère Gambetta le 14 novembre 1881, Raynal, ami personnel du nouveau président du conseil, prend le portefeuille des Travaux publics ; il le garde jusqu'au 26 janvier 1882, tombe avec ses collègues sur la question de la révision, et est rappelé au gouverneur, toujours comme ministre des Travaux publics, le 21 février 1883, dans le second cabinet Jules Ferry. 
Il attache surtout son nom, comme ministre, aux conventions conclues en 1883 avec les Compagnies de chemins de fer, conventions que la presse opposante attaque très vivement et que l'extrême gauche de la Chambre traite à la tribune de « conventions scélérates ». Raynal tombe avec le ministère le 31 mars 1885. Inscrit, le 4 octobre 1885, sur la liste républicaine modérée de la Gironde, il est réélu député du département. Il prend place au groupe de l'Union des gauches qu'il préside en 1887; à ce propos, il prononce un discours d'installation où il combat l'attitude les radicaux, préconise une politique d'affaires, et se déclare partisan des réformes « acceptées par la majorité du pays ». Il est également membre de la commission du budget. 

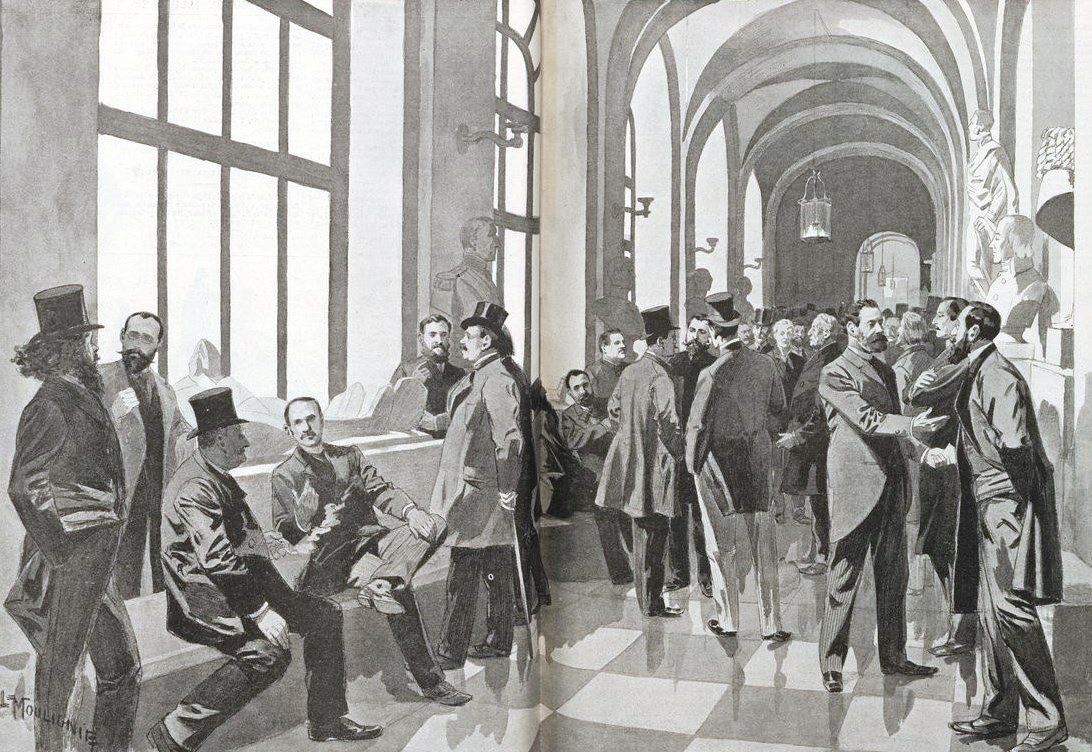
"Versailles. - Élection du président de la République. - Vue de la galerie des tombeaux, pendant le dépouillement des votes."

Après la chute du cabinet Goblet, Raynal reçoit de Jules Grévy l'offre de prendre la direction des affaires, mais il conseille au président de la République d'appeler de préférence le président de la commission du budget, Maurice Rouvier.
David Raynal est réélu député en 1889, puis en 1893. Il est nommé ministre de l'Intérieur du gouvernement Jean Casimir-Perier le 3 décembre 1893 et est élu sénateur de la Gironde en 1897. Il y préside la commission de la marine marchande.
Il est inhumé le 1er février 1903 au cimetière de Montmartre 3e division.

### Descendance
Il est le grand-oncle d'Étienne Weill-Raynal et l'arrière-arrière grand-oncle de Guillaume Weill-Raynal et de Clément Weill-Raynal.

## Fonctions et mandats politiques

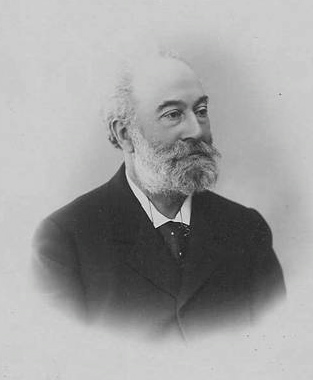
Le ministre David Raynal

- Député de la Gironde de 1879 à 1897 ;
- Sénateur de la Gironde de 1897 à 1903 ;
- Sous-secrétaire d'État aux Travaux Publics du 28 septembre 1880 au 14 novembre 1881 dans le gouvernement Jules Ferry (1) ;
- Ministre des Travaux Publics du 14 novembre 1881 au 30 janvier 1882 dans le gouvernement Léon Gambetta ;
- Ministre des Travaux Publics du 21 février 1883 au 6 avril 1885 dans le gouvernement Jules Ferry (2) ;
- Ministre de l'Intérieur du 3 décembre 1893 au 30 mai 1894 dans le gouvernement Jean Casimir-Perier.

### Sources
- André Bénac, Conférence sur la vie et l'œuvre politique de David Raynal, 1925
- Pierre Birnbaum, Les Fous de la République : histoire politique des Juifs d'État, de Gambetta à Vichy, 1992
- « David Raynal », dans Adolphe Robert et Gaston Cougny, Dictionnaire des parlementaires français, Edgar Bourloton, 1889-1891 [détail de l’édition]
- « David Raynal », dans le Dictionnaire des parlementaires français (1889-1940), sous la direction de Jean Jolly, PUF, 1960 [détail de l’édition]